# Battling Nelson
Oscar Mathæus Nielsen, meglio conosciuto come Battling Nelson (Copenaghen, 5 giugno 1882 – 7 febbraio 1954), è stato un pugile danese.
La International Boxing Hall of Fame lo ha riconosciuto fra i più grandi pugili di ogni tempo.

## Gli inizi
La sua famiglia si trasferì dalla Danimarca nei dintorni di Chicago quando era bambino dove ebbe un passato difficile.

## La carriera
Professionista dal 1896. Fu Campione del mondo dei pesi leggeri dal 1905 al 1906 e dal 1906 al 1910.
Antagonista di Abe Attell, Terry McGovern e Joe Gans. Il match contro quest'ultimo del 3 settembre 1906 che gli permise di riconquistare il titolo mondiale vincendo per squalifica al 42º round (colpo sotto la cintura), è stato inserito al 10º posto nella lista compilata dalla rivista Ring Magazine dei 100 più grandi combattimenti di tutti i tempi con titolo in palio.
Parimenti anche il match da lui combattuto il 22 febbraio 1910 contro Ad Wolgast, che gli strappò la cintura mondiale sconfiggendolo per KO al 40º round, è stato inserito nella medesima lista al 19º posto.
Morì a 71 anni a causa di ferite alla testa ricevute durante un attacco criminale subìto in una strada di Chicago.